# A.R. Rahman
Allah Rakha Rahman (Tamil: ஏ.ஆர்.ரகுமான்; född 6 januari, 1966 under namnet A.S. Dileep Kumar (திலீப் குமார்) i Chennai, Tamil Nadu, Indien) är en indisk kompositör av filmmusik, skivproducent, musiker och sångare. 
Rahman har vunnit tolv Filmfare Awards South, tretton Filmfare Awards, fyra National Film Awards, en BAFTA Award, en Golden Globe och två Oscarstatyetter för bästa sång och bästa musik 2009 för musiken till filmen Slumdog Millionaire. Han beräknas vara en av världens bäst säljande musiker med över 200 miljoner sålda album.

## Diskografi

### Låtar
- One Love (2008)

## Utmärkelser
- National Film Award för bästa dirigent, för Roja,  1992
- Filmfare för bästa dirigent (tamil), för Roja,  1993
- Filmfare för bästa dirigent (tamil), för Gentleman,  1994
- Filmfare för bästa dirigent (tamil), för Kadhalan,  1995
- Filmfare RD Burman Award för ny musikalisk talang,  1995
- Filmfare för bästa dirigent, för Rangeela,  1996
- Filmfare för bästa dirigent (tamil), för Bombay,  1996
- National Film Award för bästa dirigent, för Minsara Kanavu,  1996
- Filmfare för bästa dirigent (tamil), för Kadhal Desam,  1997
- Filmfare för bästa dirigent (tamil), för Minsara Kanavu,  1998
- Filmfare för bästa dirigent (tamil), för Jeans,  1999
- Filmfare för bästa dirigent, för Dil Se,  1999
- IIFA Award för bästa dirigent, för Taal,  2000
- Padma Shri för konst,  2000
- Zee Cine Award för bästa dirigent, för Taal,  2000
- Filmfare för bästa dirigent (tamil), för Mudhalvan,  2000
- Filmfare för bästa dirigent, för Taal,  2000
- National Film Award för bästa dirigent, för Lagaan,  2001
- Filmfare för bästa dirigent (tamil), för Alaipayuthey,  2001
- Filmfare för bästa dirigent, för Lagaan,  2002
- Zee Cine Award för bästa dirigent, för Lagaan,  2002
- IIFA Award för bästa dirigent, för Lagaan,  2002
- Bollywood Movie Award för bästa dirigent, för Lagaan,  2002
- Zee Cine Award för bästa bakgrundsmusik, för The Legend of Bhagat Singh,  2003
- Zee Cine Award för bästa dirigent, för Saathiya,  2003
- IIFA Award för bästa dirigent, för Saathiya,  2003
- Filmfare för bästa bakgrundsmusik, för The Legend of Bhagat Singh,  2003
- Bollywood Movie Award för bästa dirigent, för Saathiya,  2003
- Filmfare för bästa dirigent, för Saathiya,  2003
- Filmfare för bästa bakgrundsmusik, för Swades,  2005
- Filmfare för bästa dirigent, för Rang De Basanti,  2007
- Vijay Award för bästa dirigent, för Sivaji,  2007
- IIFA Award för bästa dirigent, för Rang De Basanti,  2007
- Zee Cine Award för bästa dirigent, för Rang De Basanti,  2007
- Filmfare för bästa dirigent (tamil), för Sillunu Oru Kaadhal,  2007
- Satellite Award för bästa specialskrivna musik, för Slumdog Millionaire,  2008
- Chevalier Sivaji Ganesan Award for Excellence in Indian Cinema,  2008
- Filmfare för bästa dirigent, för Guru,  2008
- IIFA Award för bästa dirigent, för Guru,  2008
- Filmfare för bästa bakgrundsmusik, för Guru,  2008
- Oscar för bästa sång, för Jai Ho! (You Are My Destiny),  2008
- Filmfare för bästa dirigent (tamil), för Sivaji,  2008
- Zee Cine Award för bästa bakgrundsmusik, för Guru,  2008
- Oscar för bästa filmmusik, för Slumdog Millionaire,  2008
- Zee Cine Award för bästa dirigent, för Guru,  2008
- Broadcast Film Critics Association Award för bästa kompositör, för Slumdog Millionaire,  2008
- IIFA Award för bästa dirigent, för Jodhaa Akbar,  2009
- Apsara Award för bästa dirigent, för Jodhaa Akbar,  2009
- Filmfare för bästa bakgrundsmusik, för Jodhaa Akbar,  2009
- Filmfare för bästa dirigent, för Jaane Tu... Ya Jaane Na,  2009
- Grammy Award för bästa sång skriven för visuella medier, för Jai Ho! (You Are My Destiny),  2009
- BAFTA Award för bästa filmmusik,  2009
- Grammy Award för bästa samlingssoundtrack för visuellt medium, för Slumdog Millionaire,  2009
- CNN-News18 Indian of the Year,  2009
- Broadcast Film Critics Association Award för bästa sång, för If I Rise,  2010
- Padma Bhushan,  2010[15]
- Filmfare för bästa dirigent,  2010
- Filmfare för bästa dirigent (telugu), för Ye Maaya Chesave,  2011
- Filmfare för bästa dirigent (tamil), för Vinnaithaandi Varuvaayaa,  2011
- Apsara Award för bästa dirigent, för Rockstar,  2012
- Zee Cine Award för bästa dirigent, för Rockstar,  2012
- Filmfare för bästa dirigent, för Rockstar,  2012
- IIFA Award för bästa dirigent, för Rockstar,  2012
- Vijay Award för bästa dirigent, för Kadal,  2013
- Filmfare för bästa dirigent (tamil), för Kadal,  2014
- Fukuokapriset för asiatisk kultur,  2016
- Honoris causa[16][17]

[Redigera Wikidata]